# Karruia paradoxa
Karruia paradoxa är en insektsart som beskrevs av Rehn, J.A.G. 1945. Karruia paradoxa ingår i släktet Karruia och familjen Lentulidae. Inga underarter finns listade i Catalogue of Life.